# Douglas Gough
Douglas Owen Gough FRS (8 de fevereiro de 1941) é um astrônomo britânico.
Foi laureado em 2010 com a Medalha de Ouro da Royal Astronomical Society.

## Vida
Estudou no Departamento de Matemática Aplicada e Física Teórica (Department of Applied Mathematics and Theoretical Physics - DAMTP) da Universidade de Cambridge. Estudou no Joint Institute for Laboratory Astrophysics (JILA) e no Goddard Institute for Space Studies. Aposentou-se na Universidade de Cambridge em 2008.